# 더 바이블
《더 바이블》(영어: The Bible)은 2013년 방영된 미국의 미니시리즈로, 성경을 토대로 하였다.

## 같이 보기
- 예수의 묘사